# 905
905 је била проста година.

## Догађаји
- Пролеће – Италијански краљ Беренгар Фурлански склапа примирје са Мађарима, уз плаћање данка. Велики принц Арпад се повлачи из Италије и почиње препад на Баварску.
- Победа Мађара над Великоморавском кнежевином и заузимање Словачке. Распад Велике Моравске.
- Луј III, цар Светог римског царства, покреће још један покушај инвазије на Италију. Франачке експедиционе снаге, предвођене Адалбертом I од Ивреје, заузимају Павију, а Беренгар се повлачи у Верону.
- 21. јул — Беренгар Фурлански и унајмљена мађарска војска поразили су франачке снаге код Вероне. Узимају Луја III, као затвореника и Беренгар га заслепљује јер је прекршио заклетву.
- Луј III, се враћа у Провансу. У немогућности да правилно влада, он препушта владу Доње Бургундије свом рођаку Хјуу, грофу од Арла.
- Санчо I је наследио Фортуна I као краљ Памплоне и створио баскијско краљевство са центром у Навари (данашња Шпанија).
- Нордијски досељеници под вођством викиншког војсковође Ингимундра, устају против Мерсијанаца и покушавају да заузму град Честер. Побуна је угушена.
- Лето – Калиф Ал-Муктафи шаље Абасидску војску (10.000 људи) коју предводи Мухамед ибн Сулејман да поново успостави контролу над Сиријом и Египтом. Кампању подржава са мора флота из пограничних области Киликије под Дамјаном из Тарса. Он води своје бродове уз реку Нил, напада обалу и пресреће залихе за Тулуниде.
- Ахмад ибн Каигхалагх, абасидски војни официр, именован је за гувернера провинција Дамаск и Јордан. Послат је да се супротстави про-Тулунидској побуни под вођством Мухамеда ибн Алија ал-Кхалањија. Овај последњи успева да заузме Фустат и проглашава обнову Тулунида, док се локални командант Абасида повлачи у Александрију.
- Кина губи контролу над Анамом (Северни Вијетнам). Познато село Кхуц Тхуа Ду предводи побуну против династије Танг. Кинески гарнизон у Тонг Бинху (модерни Ханој) је уништен. Кхуц Тхуа Ду проглашава Анам аутономним.
- Јапански цар Даиго наређује да се одаберу четири дворска песника, на челу са Ки но Тсураиукијем, да саставе Кокин Вакашу, рану антологију Вака поезије.
- Наум Охридски оснива манастир на обали Охридског језера, који касније добија име по њему.

## Рођења
- 2. септембар — Константин Порфирогенит, византијски цар